# Hervormde kerk (Waterlandkerkje)
De Hervormde kerk is een kerkgebouw te Waterlandkerkje, gelegen aan Molenstraat 58.

## Geschiedenis

### Sint-Nicolaaskerk
Oorspronkelijk was hier het bedijkingsproject van Hiëronymus Lauweryn, in het eerste decennium van de 16e eeuw, om aldus de heerlijkheid Waterland te stichten. In 1504 kreeg Lauweryn ook toestemming om een parochie te stichten en in 1530 kwam de Sint-Nicolaaskerk tot stand. Deze was gelegen in de Kleine Oudemanspolder nabij de buurtschap Goedleven.
De Nederlandse Opstand leidde vanaf 1584 tot militaire inundaties door de Geuzen, terwijl ook de soldaten de kerk plunderden. De grens tussen de Noordelijke en de Zuidelijke Nederlanden kwam dwars door het gebied Waterland te lopen met Waterlandkerkje aan de Staatse, en Waterland-Oudeman aan de Spaanse zijde. De Sint-Nicolaaskerk, die vrijwel op de grens lag aan Staatse zijde, was vervallen tot een ruïne. Vanaf 1654 werd deze kerk weer enigszins opgeknapt en vonden er Hervormde diensten plaats, mede voor de Staatse militairen die in de omgeving gelegerd waren. In 1658 trad de eerste predikant, Johannes Stuerbaut, aan. Op 25 november 1668 werd de kerk tijdens de kerkdienst overvallen door acht Spaanse ruiters. Dezen verwondden de predikant zeer ernstig, zodat hij op 21 januari 1669 overleed.
Dit alles was illegaal; de Vrede van Münster was immers in 1648 ondertekend, waarmee aan de oorlog een einde was gekomen. Ondanks aanvankelijke tegenwerking van Spaanse zijde werden uiteindelijk toch twee daders opgepakt en zij werden in juli 1669 opgehangen te Waterland-Oudeman. 
De Sint-Nicolaaskerk werd in 1672 door de Franse troepen verwoest. Omstreeks deze tijd werd een nieuwe Sint-Nicolaaskerk gebouwd in Waterland-Oudeman.

### Huidige kerk
In 1674 werd het huidige kerkje gebouwd, een stuk verder verwijderd van de grens en centraal in het in 1657 gestichte dorpje Waterlandkerkje in de Generale Prins Willempolder 1e deel, welke omstreeks 1650 was aangelegd. Deze kerk werd in 1708 door brand getroffen en in 1713 herbouwd, om in 1760 te worden voorzien van een dakruiter. Het uurwerk is van 1847.
In 1930 werden een tweetal grafstenen aangebracht welke uit de voormalige Sint-Nicolaaskerk afkomstig waren. Het kerkje werd in 1956-1958 gerestaureerd. In 1984 werd voor de kerk een beeld geplaatst, vervaardigd door Omer Gielliet, dat dominee Stuerbaut voorstelt, lezende uit de Bijbel en wel Jesaja 61.
In 2001 werd het kerkje eigendom van de Stichting Oude Zeeuwse Kerken, die er concerten in organiseert. De protestantse streekgemeente De Verbinding houdt met enige regelmaat kerkdiensten in het kerkje.